# Anacampseros kurtzii
Anacampseros kurtzii és una espècie de planta amb flors del gènere Anacampseros dins la família de les anacampserotàcies.

## Descripció
És una herba nana suculenta perenne, poc ramificada, amb petites flors blanques.
Les tiges són branques primes, llises, febles, d'1-8 cm de llarg.
El sistema radicular és simple o ramificat, fusiforme o moniliforme (inflat en forma de tubercle que s'agrupa al llarg de l'arrel com petites boles).
Les fulles, de 4 a 14 mm de llarg i 3 a 4 mm d'ample, planes, carnoses, estretament el·líptiques, oposades o alternes. Axil·les amb pèls de 2 a 3 mm de llarg.
Les flors, de 2 a 4, subsèssils, en cimes agrupades a les puntes de les branques per sobre de les bràctees com de paper. Sèpals de 3 a 5 mm de llargada, ovats, verds, carnosos. Pètals, de 4 a 5, de 3 a 4 mm de llarg, obovats a el·líptics, blancs. Estams, de 6 a 8.

## Distribució
Planta endèmica del nord de l'Argentina. Creix en vessants pedregosos de la Puna. Anacampseros kurtzii és massa insignificant per cridar l'atenció dels col·leccionistes i no està amenaçada. També són molt freqüents altres plantes suculentes d'aquest hàbitat, com ara Parodia maassii i Oreocereus trollii. La rara Yavia cryptocarpa de la frontera argentina amb Bolívia també creix junt amb A. kurtzii.

## Taxonomia
Aquesta espècie va ser publicada per primer cop l'any 1990 a la revista Boletin de la Sociedad Argentina de Botánica per Nélida María Bacigalupo (1924-2019).

### Etimologia
L'epítet kurtzii és en honor del botànic argentí d'origen alemany Fritz Kurtz.

### Sinònims
Els següent nom científic és un sinònim homotípic d'Anacampseros kurtzii:
- Grahamia kurtzii (Bacig.) G.D.Rowley